# 阿尔法拉斯
阿尔法拉斯，是西班牙加泰罗尼亚莱里达省的一个市镇。 总面积12平方公里，总人口2968人（001年），人口密度247人/平方公里。